# تشغيل ذاتي للإجرائيات الروبوتية
يُعدُّ التشغيل الذاتي للإجرائيات الروبوتية (بالإنجليزية: robotic process automation)‏ اختصارًا RPA، شكلاً ناشئًا من تقنيات أتمتة عمليات الاعمال استنادًا إلى الفكرة المجازية للروبوتات البرمجية أو على العاملين الرقميين / الذكاء الاصطناعي (AI). يرمز لها في بعض الأحيان بالبرامج الروبوتية (تجنب اللبس مع برمجيات الروبوتات)
في أدوات أتمتة سير العمل التقليدية، يقدم مطور البرامج قائمة من الإجراءات لأتمتة مهمة وواجهة للنظام المساند باستخدام واجهات برمجة التطبيقات الداخلية (API) أو لغة برمجة مخصصة. على النقيض من ذلك، تقوم أنظمة RPA بتطوير قائمة الإجراءات من خلال مراقبة قيام المستخدم بهذه المهمة في واجهة المستخدم الرسومية (GUI) للتطبيق، ثم تنفيذ الأتمتة بتكرار تلك المهام مباشرة في واجهة المستخدم الرسومية. يمكن أن يؤدي ذلك إلى خفض الحاجز أمام استخدام الأتمتة في المنتجات التي قد لا تحتوي على واجهات برمجة التطبيقات لهذا الغرض.
أدوات RPA لها أوجه تشابه تقنية قوية مع أدوات اختبار واجهة المستخدم الرسومية. تعمل هذه الأدوات أيضًا على أتمتة التفاعلات مع واجهة المستخدم الرسومية، وغالبًا ما تفعل ذلك من خلال تكرار مجموعة من إجراءات العرض التوضيحي التي يقوم بها المستخدم. تختلف أدوات RPA عن تلك الأنظمة، بما في ذلك الميزات التي تسمح بمعالجة البيانات داخل تطبيقات متعددة وفيما بينها، على سبيل المثال، تلقي بريد إلكتروني يحتوي على فاتورة، واستخراج البيانات، ثم كتابتها في نظام مسك الدفاتر.

## التطور التاريخي
تشمل الفوائد الاعتيادية للاتمتة الآلية انخفاض التكلفة؛ زيادة السرعة والدقة والاتساق؛ تحسين جودة الإنتاج وقابليته للتوسع. يمكن أن توفر الأتمتة أيضًا أمانًا إضافيًا، خاصة للبيانات الحساسة والخدمات المالية.
كشكل من أشكال الأتمتة، كان هذا المفهوم موجودًا لفترة طويلة في شكل استخلاص البيانات، والذي يمكن إرجاعه إلى الأشكال المبكرة من البرامج الضارة. ومع ذلك، فإن تقنية RPA أكثر قابلية للتوسعة، وتتكون من تكامل واجهة برمجة التطبيقات API مع تطبيقات المؤسسة الأخرى، والموصلات في أنظمة ITSM ، والخدمات الطرفية وحتى بعض أنواع خدمات الذكاء الاصطناعي (بمعنى التعلم الآلي) مثل التعرف على الصور. يعتبر تطورًا تقنيًا هامًا بمعنى أن منصات البرامج الجديدة آخذة في الظهور والتي تكون ناضجة بما فيه الكفاية ومرنة وقابلة للتطوير وموثوق بها لجعل هذا النهج قابلاً للتطبيق في المؤسسات الكبيرة  (الذين قد يكونون غير راغبين بسبب تصورهم مخاطر على الجودة والسمعة).
غالبًا ما يكون العائق الرئيسي أمام اعتماد الخدمة الذاتية تقنيًا: قد لا يكون من الممكن دائمًا أو مجديًا اقتصاديًا إعادة تركيب واجهات جديدة على الأنظمة الحالية. علاوة على ذلك، قد ترغب المؤسسات في وضع مجموعة متغيرة وقابلة للتكوين من قواعد العملية أعلى واجهات النظام والتي قد تختلف وفقًا لعروض السوق ونوع العميل. هذا يضيف فقط إلى تكلفة وتعقيد التنفيذ التكنولوجي. يوفر برنامج التشغيل الآلي الروبوتي وسيلة عملية لنشر خدمات جديدة في هذه الحالة، حيث تحاكي الروبوتات ببساطة سلوك البشر لأداء النسخ أو المعالجة الخلفية. تنبع القدرة النسبية على تحمل تكلفة هذا النهج من حقيقة أنه لا يلزم إجراء تحول أو استثمار جديد في مجال تكنولوجيا المعلومات؛ بدلاً من ذلك، تستفيد روبوتات البرامج من استخدام أكبر لأصول تكنولوجيا المعلومات الحالية.

## الاستخدامات
تتوافق استضافة خدمات RPA أيضًا مع الاستعارة المجازية لروبوت البرامج، حيث يكون لكل مثيل روبوتي محطة عمل افتراضية خاصة به، مثل العامل البشري. يستخدم الروبوت عناصر تحكم لوحة المفاتيح والماوس لاتخاذ الإجراءات وتنفيذ الأتمتة. عادةً ما تتم كل هذه الإجراءات في بيئة افتراضية وليس على الشاشة؛ لا يحتاج الروبوت إلى شاشة مادية للعمل، بل يفسر شاشة العرض إلكترونيًا. يرجع السبب في قابلية التوسع في الحلول الحديثة القائمة على بنيات مثل هذه إلى ظهور تقنية المحاكاة الافتراضية، والتي بدونها ستكون قابلية التوسع في عمليات النشر الكبيرة محدودة بسبب السعة المتاحة لإدارة الأجهزة المادية والتكاليف المرتبطة بها. أظهر تطبيق RPA في المؤسسات التجارية وفورات هائلة في التكاليف مقارنة بالحلول التقليدية التي لا تعتمد على RPA.
ولكن هناك العديد من المخاطر مع RPA. تشمل الانتقادات مخاطر خنق الابتكار وخلق بيئة صيانة أكثر تعقيدًا للبرامج الموجودة التي تحتاج الآن إلى التفكير في استخدام واجهات المستخدم الرسومية بطريقة لم يكن الغرض منها استخدامها.

## التأثير على التوظيف
أنظر أيضاً: بطالة تقنية وأتمتة
وفقًا لمجلة هارفارد بيزنس ريفيو ، وعدت معظم مجموعات العمليات التي تعتمد RPA موظفيها بأن الأتمتة لن تؤدي إلى تسريح العمال. بدلاً من ذلك، تم إعادة نشر العمال للقيام بعمل أكثر إثارة للاهتمام. أكدت إحدى الدراسات الأكاديمية أن العاملين في مجال المعرفة لم يشعروا بالتهديد من قبل الأتمتة: لقد احتضنوها ورأوا أن الروبوتات زميلة في الفريق. أبرزت الدراسة نفسها أنه بدلاً من أن ينتج عنها «انخفاض عدد الأفراد»، تم نشر التكنولوجيا بطريقة تحقق المزيد من العمل وإنتاجية أكبر مع نفس العدد من الناس.
وعلى العكس من ذلك، يصرح بعض المحللين بأن RPA يمثل تهديدًا لقطاع الاستعانة بمصادر خارجية في العمليات التجارية (BPO). الأطروحة وراء هذه الفكرة هي أن RPA ستمكن المؤسسات من «إعادة» العمليات من المواقع الخارجية إلى مراكز البيانات المحلية، مع الاستفادة من هذه التكنولوجيا الجديدة. سيكون التأثير، إذا كان ذلك صحيحًا، توفير وظائف ذات قيمة عالية لمصممي العمليات ذوي المهارات العالية من داخل المؤسسة (وداخل سلسلة التوريد المرتبطة بأجهزة تكنولوجيا المعلومات، وإدارة مراكز البيانات، وما إلى ذلك) على حساب تقليل الفرص المتاحة للعمال ذوي المهارات المنخفضة من الخارج. من ناحية أخرى، يبدو أن هذا النقاش يمثل أساسًا جيدًا للمناقشة حيث أن دراسة أكاديمية أخرى كانت في مأزق لمواجهة ما يسمى «الأسطورة» المتمثلة في أن الأتمتة ستعيد العديد من الوظائف من الخارج.

### الاستخدامات الفعلية لأتمتة العمليات الآلية
- أتمتة العمليات البنكية والمالية
- عمليات الإقراض والرهن
- أتمتة العناية بالعملاء
- عمليات المتاجر الإلكترونية
- تطبيقات التعرف الضوئي على الرموز OCR
- عمليات استخلاص البيانات
- عمليات الأتمتة الثابتة
- أتمتة إدارة الموارد البشرية
- أتمتة إدارة سلسلة التوريد

### التأثير على المجتمع
تشير الدراسات الأكاديمية  أن RPA ، من بين الاتجاهات التكنولوجية الأخرى، من المتوقع أن يقود موجة جديدة من مكاسب الإنتاجية والكفاءة في سوق العمل العالمي. على الرغم من أن جامعة أكسفورد لا تعزى بشكل مباشر إلى RPA فقط، إلا أنها تخمن أن ما يصل إلى 35 ٪ من جميع الوظائف قد تكون أتمتة بحلول عام 2035.
في حديث TEDx  استضافته UCL في لندن، يوضح رائد الأعمال ديفيد موس أن العمالة الرقمية في شكل RPA ليس من المحتمل أن تحدث ثورة في نموذج التكلفة لصناعة الخدمات من خلال خفض أسعار المنتجات والخدمات، ولكن هذا من المحتمل رفع مستويات الخدمة وجودة النتائج وخلق فرصة متزايدة لتخصيص الخدمات.
في الوقت نفسه، يتحدث البروفيسور ويلكوكس، مؤلف ورقة LSE  المذكورة أعلاه، عن زيادة الرضا الوظيفي والتحفيز الفكري، ووصف التكنولوجيا بأنها لديها القدرة على «إخراج الروبوت من الإنسان»،  في إشارة إلى فكرة أن الروبوتات ستتولى الأجزاء الدنيوية والمتكررة من عبء العمل اليومي للناس، مما يجعلهم يعاد نشرهم في أدوار أكثر بين الأشخاص أو للتركيز على الأجزاء المتبقية والأكثر جدوى من يومهم.

## الأتمتة الغير مُساعدة
أتمتة العمليات الآلية الغير مُساعدة، التي يشار إليها غالبًا باسم " RPA AI"،  هي الجيل التالي من التقنيات المتعلقة بـ RPA. إن التطورات التكنولوجية والتحسينات حول تقنيات الذكاء الاصطناعي تجعل من السهل على الشركات الاستفادة من مزايا RPA دون تخصيص ميزانية كبيرة لأعمال التطوير.
بينما يحتوي RPA غير المساعد على عدد من الفوائد، إلا أنه لا يخلو من العيوب. باستخدام RPA غير المساعد، يمكن تشغيل العملية على جهاز كمبيوتر دون الحاجة إلى إدخال أحد المستخدمين، مما يؤدي إلى تحرير ذلك المستخدم للقيام بأعمال أخرى. ومع ذلك، من أجل أن تكون فعالة، يجب وضع قواعد واضحة للغاية حتى تسير العمليات بسلاسة.

## التوسع في الأتمتة
Hyperautomation هو تطبيق التقنيات المتقدمة مثل RPA والذكاء الاصطناعي والتعلم الآلي (ML) وعملية التعدين لزيادة العمال وأتمتة العمليات بطرق أكثر فعالية بكثير في إمكانات الأتمتة التقليدية. Hyperautomation هو مزيج من أدوات التشغيل الآلي لتقديم العمل.
يشير تقرير غارتنر إلى أن هذا الاتجاه قد انطلق باستخدام أتمتة العمليات الآلية (RPA). يشير التقرير إلى أن «RPA لوحده ليس عملية مفرطة. يتطلب Hyperautomation مجموعة من الأدوات للمساعدة في دعم الأجزاء المكررة من حيث يشارك الإنسان في المهمة.» 

## فشل الأتمتة
يقوم RPA بأتمتة عملية محددة بوضوح، ولكن معظم المؤسسات لا تملك عمليات محددة بوضوح، لذا فهي تبدأ في التشغيل الآلي، وإما أن تقوم بأتمتة الشيء الخطأ أو تضيع في محاولة عكس هندسة العملية.
طريقة واحدة لتجنب فشل RPA تبدأ بتحديد وتحسين وتحديد أولويات العمليات. سيلعب خبراء العمليات التجارية دورًا حيويًا في مساعدة الوظائف ووحدات الأعمال في تحديد وتحليل وتحديد أولويات المهام والعمليات التي تتم أتمتة.

## الأتمته في الأعمال
أجرت شركة Grand View Research، Inc. دراسة في أكتوبر 2018، وقالت إن الشركات الرئيسية في سوق RPA تشمل: Automation Anywhere، Inc. بلو بريزم جروب بي إل سي؛ UIPath Inc. ؛ Be Informed B.V. ؛ OpenSpan و Jacada، Inc.
تقوم أتمتة العمليات الروبوتية بتنفيذ الأعمال الروتينية بصورة أسرع من خلال توظيف التكنولوجيا الحديثة كالذكاء الصناعي وتعلم الآلة وغيرها وتقوم باختصار الخطوات اليدوية وتحويلها إلى خطوات ميكانيكية تعمل من تلقاء نفسها باستخدام التطبيقات المذكورة سابقاً
NICE ،Blue Prism ،Automation Anywhere ،UIPath هم رواد الصناعة وفقًا لشركة الأبحاث Everest Group. يتنبأ تقرير حديث صدر في عام 2019 أن معدل النمو السنوي المركب لسوق أتمتة العمليات الروبوتية في الهند يبلغ 20٪ سنويًا.
في عام 2019، أصدرت Gartner أول تقرير Magic Quadrant الخاص بها لـ RPA. تم ترشيح UiPath و Blue Prism و Automation Anywhere في السوق بهذا الترتيب.

## اقرأ أيضا
- محرك الاستدلال